# Coming Out (album)
Coming Out è il secondo album del gruppo vocale statunitense The Manhattan Transfer, pubblicato nel 1976 dalla Atlantic Records.

## Il disco
Con la pubblicazione del primo album, i Manhattan Transfer erano stati considerati un'operazione nostalgica di recupero di sonorità e atomosfere del passato. La loro musica era stata definita "Cabaret Rock" e "Art Deco Sha Na Na". Per questo, nelle intenzioni, il secondo disco avrebbe dovuto essere molto diverso da quello di debutto dell'anno precedente. Il manager del gruppo Aaron Russo riteneva che la moda della "nostalgia" fosse passata e ingaggiò quindi Richard Perry per realizzare un disco con sonorità e canzoni più moderne. Perry era un importante produttore di musica pop che aveva lavorato con Barbra Streisand, Art Garfunkel, Ringo Starr e altri. Tra gli altri aveva prodotto Carly Simon in No Secrets, album di grande successo del 1972 arrivato in vetta alla Billboard 200. Tim Hauser, in un'intervista concessa nel novembre del 1975, affermava infatti «l'album sarà differente dal primo, abbiamo registrato molte canzoni contemporanee. Io spero che una volta per tutte possiamo cancellare l'etichetta di nostalgia che la gente ci ha appiccicato addosso.» Nonostante ciò ci furono attriti tra il manager e il gruppo per la scelta del produttore. Il disco, marcatamente pop, non soddisfece completamente la critica e i membri del gruppo.
Il disco, sebbene in modo inferiore al primo, ebbe un discreto successo negli Stati Uniti dove raggiunse la posizione 48 della Billboard 200, ma sfondò in Europa. In Gran Bretagna il singolo Chanson d'amour raggiunse la prima posizione ed ebbe un notevole successo in Francia. L'album raggiunse la quarta posizione in Norvegia, la nona in Svezia e rimase per 20 settimane nella classifica di vendita britannica dove raggiunse la 12ª posizione.
Nonostante l'intenzione di rendere più moderno il sound del disco, Coming Out contiene un nutrito gruppo di cover di incisioni del passato, recuperate nel modo che ha reso celebri i Manhattan Transfer.
Il disco si apre con un vecchio rhythm and blues di Jesse Stone portata al successo da Roy Hamilton nel 1958. Zindy Lou proviene invece dal repertorio del gruppo vocale doo wop degli anni cinquanta The Chimes, poi ripresa dai The Devotions negli anni sessanta.
Chanson d'amour, cover di un vecchio successo del duo country Art and Dotty Todd del 1958, fu pubblicato dai Manhattan Transfer come secondo singolo tratto dall'album e raggiunse la prima posizione nelle classifiche britanniche nel marzo del 1977 rimanendovi per tre settimane. La canzone fu cantata da Janis Siegel in francese ispirandosi a Édith Piaf su suggerimento di Laurel Massé.
Helpless fu il primo singolo tratto dall'album, un brano di Holland–Dozier–Holland in pieno stile Motown che era stato precedentemente inciso dai Four Tops nel 1965.
Nel loro secondo album i Manhattan Transfer iniziarono anche a esplorare la musica caraibica con The Speak Up Mambo, cover di Cuentame que te paso del cubano Al Castellanos che la incise nel 1958.
Poinciana è uno standard del 1936 basato su una canzone popolare cubana (Cancion del arbol con un testo in lingua spagnola di Manuel Lliso) poi reinterpretata da un gran numero di jazzisti e cantanti statunitensi negli anni quaranta e cinquanta (Glenn Miller, Benny Carter e Bing Crosby per primi, Duke Ellington, Erroll Garner, Harry James, Charlie Parker, George Shearing fino a Nat King Cole e Ahmad Jamal) e re-interpretata dai Manhattan Transfer con un arrangiamento moderno in chiave quasi disco music e con un pregevole assolo di sassofono soprano di Michael Brecker.
Il disco comunque, oltre a vecchie canzoni, contiene anche brani moderni come il rhythm and blues S.O.S., Popsicle Toes del cantante jazz Michael Franks, ripresa molti anni dopo da Diana Krall, It Wouldn't Have Made Any Difference, cover di un brano di Todd Rundgren del 1972, e The Thought of Loving You, cover di un brano del gruppo pop rock Crystal Mansion.
L'unico pezzo di sapore jazz dell'album è Scotch and Soda, vecchio brano del gruppo folk The Kingston Trio, da loro incisa nel 1958. La canzone fu attribuita a uno dei membri dei Kingston, Dave Guard, ma in realtà si trattava di una composizione precedente di un autore sconosciuto.
All'incisione del disco parteciparono diversi ospiti di rilievo. Oltre a Michael Brecker e al fratello trombettista Randy, in un paio di pezzi suonò la batteria l'ex-Beatle Ringo Starr. I Manhattan Transfer avevano inciso nel loro primo album un pezzo tratto dal suo Goodnight Vienna del 1974 (disco prodotto proprio da Richard Perry). Tra gli altri ospiti, il pianista di New Orleans Dr. John e Dave Frishberg, veterano del be bop.

## Tracce
1. Don't Let Go - (Jesse Stone) - 2:45
2. Zindy Lou - (Johnnie Moore, Eddie Smith) - 2:50
3. Chanson d'amour - (Wayne Shanklin) - 2:55
4. Helpless - (Eddie Holland, Lamont Dozier, Brian Holland) - 3:07
5. Scotch and Soda - (Dave Guard) - 2:59
6. The Speak Up Mambo (Cuentame) - (Al Castellanos) - 3:05
7. Poinciana (The Song of the Tree) - (Buddy Bernier, Nat Simon) - 4:11
8. S.O.S. - (Gerry Shury, Phillip Swern) - 3:10
9. Popsicle Toes - (Michael Franks) - 4:16
10. It Wouldn't Have Made Any Difference - (Todd Rundgren) - 3:30
11. The Thought of Loving You - (David White) - 2:56

## Formazione
- The Manhattan Transfer - voce
  - Tim Hauser - arrangiamento vocale (numero 1-4, numero 6, numero 8, numero 11)
  - Laurel Massé - arrangiamento vocale (numero 1, numero 4, numero 10)
  - Alan Paul - arrangiamento vocale (numero 1, numero 11)
  - Janis Siegel - arrangiamento vocale (numero 1-8, numero 10, numero 11)
- Ira Newborn - chitarra, conduzione, arrangiamento vocale (numero 9)
- Andy Muson - contrabbasso e basso elettrico
- Ray Markowitz - batteria (numero 1, numero 6)
- Paul Griffin - organo (numero 1)
- Bobbye Hall Porter - percussioni (numero 1, numero 7, numero 10)
- Michael Brecker - sassofono tenore (numero 1), sassofono soprano (numero 7)
- Randy Brecker - tromba (numero 1)
- Jim Keltner - batteria (numero 2, numero 8)
- Ringo Starr - batteria (numero 2, numero 8)
- Doug Throngren - percussioni (numero 2)
- Dr. John - pianoforte (numero 2)
- Steve Paietta - accordion (numero 3)
- Jim Gordon - batteria (numero 3, numero 9)
- Ben Benay - chitarra (numero 3)
- John Barnes - pianoforte (numero 3)
- Jay Migliori - sassofono tenore (numero 3)
- Rick Shlosser - batteria (numero 4, numero 11)
- Clarence MacDonald - pianoforte, percussioni (numero 4, numero 8)
- Jackie Kelso - sassofono baritono (numero 4), sassofono tenore (numero 8)
- Jim Nelson - batteria (numero 5)
- Bill Payne - pianoforte (numero 5, numero 7, numero 10)
- Roger Steinman - pianoforte (numero 5)
- Johnny Rodriquez - bongo, campanaccio (numero 6)
- Ralph MacDonald - congas (numero 6, numero 11)
- Arthur Jenkins, Jr. - pianoforte, arrangiamento (numero 6)
- Nick Marrero - timbales (numero 6)
- David Kemper - batteria (numero 7, numero 10)
- Bob Bowles - chitarra (numero 7, numero 9, numero 10)
- Dave Frishberg - pianoforte, clavinet (numero 9)
- Mike Melvoin - pianoforte (numero 11)

## Edizioni
- 1976 – LP, Atlantic Records SD 18183, USA
- 1976 – LP, Atlantic Records WEA 50291, Europa
- 1976 – CD, Atlantic Records WEA 18183 2, USA
- 1976 – CD, Atlantic Records WEA, Europa

### Singoli
- 1976 – Helpless / My Cat Fell In The Well, 45gg, Atlantic Records 3349, USA
- 1976 – Chanson d'amour / Popsicle Toes, 45gg, Atlantic Records 3374, USA
- 1976 – Helpless / It Would't Have Made Any Difference, 45gg, Atlantic Records K 10830, Regno Unito
- 1976 – Chanson d'amour / Helpless, 45gg, Atlantic Records ATL/K 10838, Europa
- 1976 – Chanson d'amour / Cuentame (The Speak Of Mambo), 45gg, Atlantic Records ATL/K 11573, Regno Unito